# Tiiu Aro
Tiiu Aro (* 18. Juni 1952 in Kingissepa, heute Kuressaare) ist eine estnische Politikerin und Ärztin.

## Leben und Gesundheitspolitik
Tiiu Aro schloss 1976 ihr Medizinstudium an der Staatlichen Universität Tartu ab. Von 1986 bis 1996 war sie als Ärztin in der Gynäkologischen Abteilung des Universitätsklinikums Tartu beschäftigt.
Nach Wiedererlangung der estnischen Unabhängigkeit engagierte sie sich politisch in der liberalen Estnischen Koalitionspartei (Eesti Koonderakond). Vom 2. Dezember 1996 bis zum 17. März 1997 war Aro Sozialministerin im Kabinett von Ministerpräsident Tiit Vähi. Dasselbe Amt übte sie anschließend bis zum 25. März 1999 im Kabinett von Ministerpräsident Mart Siimann aus.
Von 1999 bis 2009 war Aro Leiterin des estnischen Amts für Gesundheitsschutz. Vom 1. Januar 2010 bis Sommer 2017 war Aro Direktorin des estnischen Gesundheitsamts.